# 盛岡市立見前南中学校
盛岡市立見前南中学校 (もりおかしりつみるまえみなみちゅうがっこう) は岩手県盛岡市西見前にある公立中学校。

## 教育目標
- 和して同じない生徒
- 誠に生きる生徒
- 勤労を愛する生徒

## 沿革
出典:
- 1986年 旧都南村議会が見前中学校より分離独立校設置決議
- 1988年 都南村立見前南中学校開校・教育目標・校訓・校旗・校章制定、石彫設置、第1回PTA総会開催
- 1989年 校歌制定
- 1992年 盛岡市との合併により「盛岡市立見前南中学校」となる・創立5周年記念式典
- 1997年 開校10周年記念式典
- 2007年 創立20周年記念式典

## 学校

### 行事
出典:
- 04月 - 新任式、始業式、入学式、身体測定、修学旅行、家庭訪問、市内一周継走、生徒総会
- 05月 - PTA総会、体育祭
- 06月 - 初夏の連合音楽会、市中総体、期末テスト
- 07月 - 1年生探究旅行、県中総体、期末面談、終業式
- 08月 - 始業式、実力テスト
- 09月 - 市中陸上、市中駅伝、市中新人大会、中間テスト
- 10月 - 音楽祭、県中新人大会(前期)、生徒会役員選挙
- 11月 - 地区中文連、県中新人大会(後期)、生徒総会、期末テスト
- 12月 - 期末面談、終業式
- 01月 - 始業式
- 02月 - 新入生保護者説明会、期末テスト
- 03月 - 大清掃、公立高校入試、1.２年実力テスト、修了式、卒業式、離任式

### 校歌
- 作詞:上斗米隆夫[3]
- 作曲:佐々木初朗[3]